# Alexandre Brongniart
Pour les autres membres de la famille, voir Famille Brongniart.
Pour les articles homonymes, voir Brongniart (homonymie).
Alexandre Brongniart (1770-1847) est un scientifique français connu principalement pour ses travaux de minéralogie. Avec Cuvier, il établit un principe de base de la cartographie géologique moderne.
Directeur de la manufacture de Sèvres, il est un des fondateurs de la céramique moderne et a donné une classification des objets céramiques.

## Famille
Alexandre Brongniart est né le 5 février 1770 à Paris,,, rue Greneta (paroisse Saint-Sauveur).
Il est le fils d'Alexandre-Théodore Brongniart (1739-1813), l'architecte qui a réalisé entre autres le palais de la Bourse à Paris et réagencé le Père Lachaise ; et de son épouse Anne-Louise Degremont. Il a pour parrain Jean-François Le Tellier, « entrepreneur de batimens du Roy » ; et pour marraine Marie-Catherine Desavigny.
Il a pour fratrie :

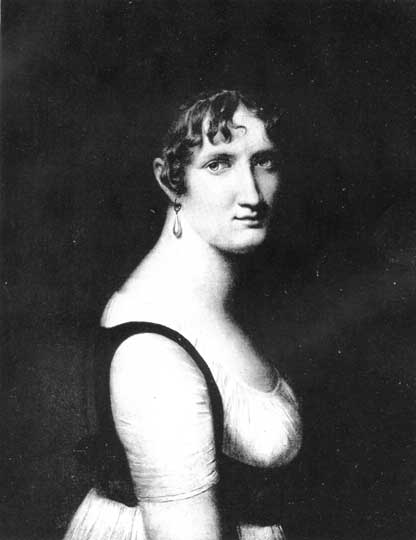
Portrait de Cécile Coquebert de Montbret, épouse d'Alexandre Brongniart, peint par Jeanne-Élisabeth Chaudet

- Louise Théodore Brongniart (1772-1845), qui épouse 1) le 11 mai 1790 Naval de Saint Aubin (c. 1760-?) ; 2) Charles Louis Picot, marquis de Dampierre (?1752 ?-?).
- Émilie Louise Alexandrine Brongniart (1780-1847), qui épouse Louis André, baron Pichon (1771-1854).

Il est aussi le neveu d'Antoine-Louis Brongniart (1742-1804), pharmacien de Louis XVI, professeur au collège de pharmacie et chimiste au Muséum national d'histoire naturelle de Paris.
Il épouse le 9 février 1800 Cécile Coquebert de Montbret, fille de Charles Coquebert de Montbret. Ils ont pour enfants :
- le naturaliste, botaniste et paléontologue Adolphe Brongniart (1801-1876).
- Herminie Caroline (1803-1890)[11], qui épouse le chimiste Jean-Baptiste Dumas (1800-1884).
- Mathilde Charlotte Émilie (6 septembre 1808-31 mars 1882 ?), qui épouse le naturaliste Victor Audouin (1797-1841)[10] ; une de leurs filles, Cécile Louise Philomène Audoin (1837-1918), épouse Alfred Silvestre de Sacy[10],[12] ; ce couple a pour fille Marie Julie Rachel (23/3/1861-20/1/1942), qui épouse Charles de La Poix de Fréminville, employé à la Compagnie du Gaz de Tours (Indre-et-Loire) en 1913 puis directeur des cristalleries de Baccarat[13], et pionnier du taylorisme en France.

## Biographie
Il s'intéresse très tôt aux sciences naturelles.
Passionné par la nouvelle chimie de Lavoisier — ce dernier fréquentant la famille Brongniart —, à 16 ans Alexandre organise une salle de cours dans une dépendance de l'appartement que son père occupe à l'hôtel des Invalides dont il est l'architecte.
Il entre à l'école des Mines en 1788. Cette même année, il s'associe avec Augustin-François de Silvestre (1762-1851), dont il est très proche et qui, franc-maçon de la loge « La Patriotisme » jusqu'à avant 1788, est à l'origine de l'initiative ; Claude Antoine Gaspard Riche (1762-1797, médecin de Montpellier) ; Joseph Audirac (médecin de Montpellier, probablement mort en 1790) ; Charles de Broval (parent de Nicolas-François de Broval, secrétaire des commandements du futur Philippe Égalité) ; et un certain Petit ; ensemble, les six jeunes gens fondent la Société philomathique de Paris. L'autorité scientifique de cette société est reconnue dès 1791, quand — en l'absence de toutes les autres sociétés savantes provisoirement dissoutes à la suite de la Révolution — le ministre de l'Intérieur demande à la Société philomatique, le 14 octobre, de désigner un ou plusieurs de ses membres pour siéger au Bureau de consultation des arts et métiers ; Vauquelin et Silvestre sont alors désignés pour cette tâche.
Il fait en 1790 un premier voyage scientifique, en Angleterre où il visite entre autres les mines du Derbyshire et les houillères, et est reçu par le naturaliste Joseph Banks qui a participé au premier voyage de James Cook autour du monde (1768-1771). Brongniart rapporte de ce voyage les éléments d'un mémoire sur l'émaillage. 

La même année, son oncle, chimiste au jardin des Plantes, le prend comme préparateur et l'initie à la chimie. 

Il s'inscrit aussi à des cours de médecine, mais une première réquisition nationale pour la défense du pays l'amène à être attaché comme pharmacien à l'armée des Pyrénées. Ce séjour de quinze mois dans le sud lui donne l'occasion d'étudier la zoologie, la botanique et la géologie de la région. À Bagnères, il rencontre le naturaliste et politique Pierre Marie Auguste Broussonet, de l'école de Montpellier, lui aussi attaché comme pharmacien à l'hôpital de Bagnères ; ensemble, ils font de nombreuses excursions dans les Pyrénées françaises — jusqu'au 28 juin 1794 où Broussonet, qui risque sa vie en plein régime de la Terreur (il a participé au mouvement fédéraliste, a été arrêté le 9 octobre 1793, mis en liberté sous caution le 31 octobre et s'est engagé pour éviter une nouvelle arrestation), s'échappe de France par la brèche de Roland au cirque de Gavarnie, partant à pied lors d'une excursion.
Suspecté de complicité dans cette évasion, Alexandre Brongniart, militaire en exercice, est arrêté et emprisonné à Pau le 6 thermidor (24 juillet). Il échappe de justesse à la guillotine grâce au coup de force du 27 juillet 1794 (9 thermidor de l'an II) qui entraîne la chute des robespierristes, mais aussi aux chaleureuses attestations de patriotisme que lui délivrent la société populaire et le comité de surveillance de Bagnères-de-Bigorre ; et est libéré le 26 thermidor (13 août).
De retour à Paris cette année 1794, sur les recommandations de Fourcroy et de Coquebert de Monbret qui s'occupent alors de statistique minéralogique, il est engagé cette même année 1794 comme ingénieur à l'agence des mines,. En 1797 il est nommé professeur à l'école centrale des Quatre-Nations, collaborant aux recueils scientifiques de l'époque. Il continue aussi ses excursions et augmente ses collections dans les montagnes de Provence, les Alpes du Dauphiné, de Savoie et de Suisse.
En 1797, il accepte de suppléer à Haüy à l'École des Mines, puis en 1806 à l'Université. Aux Mines, il a comme élève Claude Gay (1800-1873), grand explorateur du Chili entre autres endroits ; et Ignacy Domeyko (1802-1889), minéralogiste et géologue chilien d'origine polonaise, fondateur de l'enseignement universitaire moderne au Chili, à l'origine de l'industrie extractive de ce pays.
Il est ingénieur en chef des mines en 1819, et professeur de minéralogie au musée d'histoire naturelle de 1822 à 1847. En 1832 et 1840 il est président de la Société géologique de France,.

### Céramique et la manufacture de Sèvres
En 1800, après la publication de son Mémoire sur l'art de l'émailleur, Claude Berthollet le fait nommer directeur de la manufacture de porcelaine de Sèvres, 
poste qu'il conserve jusqu'à sa mort en 1847. À ce poste il renouvelle et perfectionne l'industrie de la peinture sur verre et crée le musée de Céramique de Sèvres, dont il publie la Description 
avec Denis Désiré Riocreux (1791-1872). 
Il fait notamment venir Jean-Charles Develly à la manufacture, et dès 1820 l'envoie sur les routes de France — une démarche tout à fait inhabituelle mais qui correspond bien au souci d'exactitude de Brongniart — pour préparer les tableaux devant illustrer le Service des arts industriels, « vitrine artistique de l'histoire sociale » et encyclopédie du savoir-faire français achevée en 1835.
En 1844 paraît son Traité des arts céramiques, avec atlas, œuvre capitale qui résume les recherches de toute sa vie. Il détermine deux grandes catégories en fonction de la nature de la pâte cuite, tendre (poreuse) ou dure (imperméable).

### Géologie et paléontologie
En 1807, il fait paraître un Traité élémentaire de minéralogie. Avec Georges Cuvier, il publie en 1811 un Essai sur la géographie minéralogique des environs de Paris, que Brongniart complète en 1822 avec la description d'un grand nombre de lieux de l'Allemagne, de la Suisse, de l'Italie, etc, qui présentent des terrains analogues à ceux du bassin de Paris. Cuvier et Brongniart ont déterminé que les formations successives du bassin de Paris diffèrent principalement par le genre des fossiles quelles renferment. Ils établissent là les bases de la cartographie géologique moderne.
En 1812, toujours avec Cuvier, il publie une Description géologique des environs de Paris, rééditée en 1822 et en 1835 ; cette troisième édition de 1835 est additionnée d'un atlas de 3 cartes et 15 planches détaillant les fossiles trouvés dans différentes roches. 

Avec ces travaux dans le bassin parisien, Brongniart fonde la paléontologie stratigraphique française : désormais les fossiles jouent un rôle de repère dans la chronologie relative des terrains sédimentaires. Il précise cette chronologie, et en particulier la subdivision des terrains tertiaires, dans un ouvrage publié en 1829 : Tableau des terrains qui composent l'écorce du globe. Essai sur la structure de la partie connue de la Terre.

Essai sur la géographie minéralogique des environs de Paris, réédition complétée de 1822
Carte géognostique
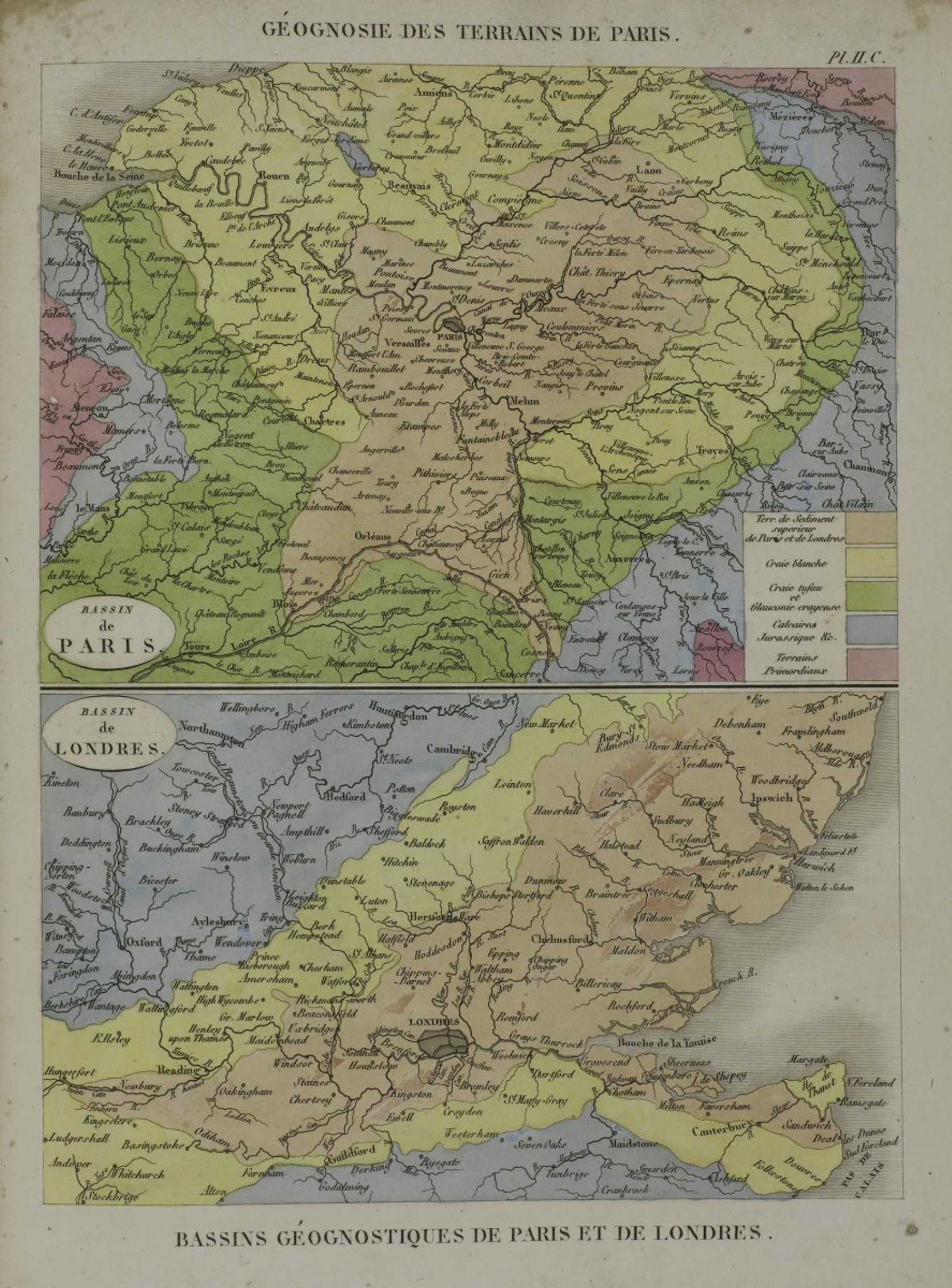
Planche II.C : Bassins géognostiques de Paris et de Londres
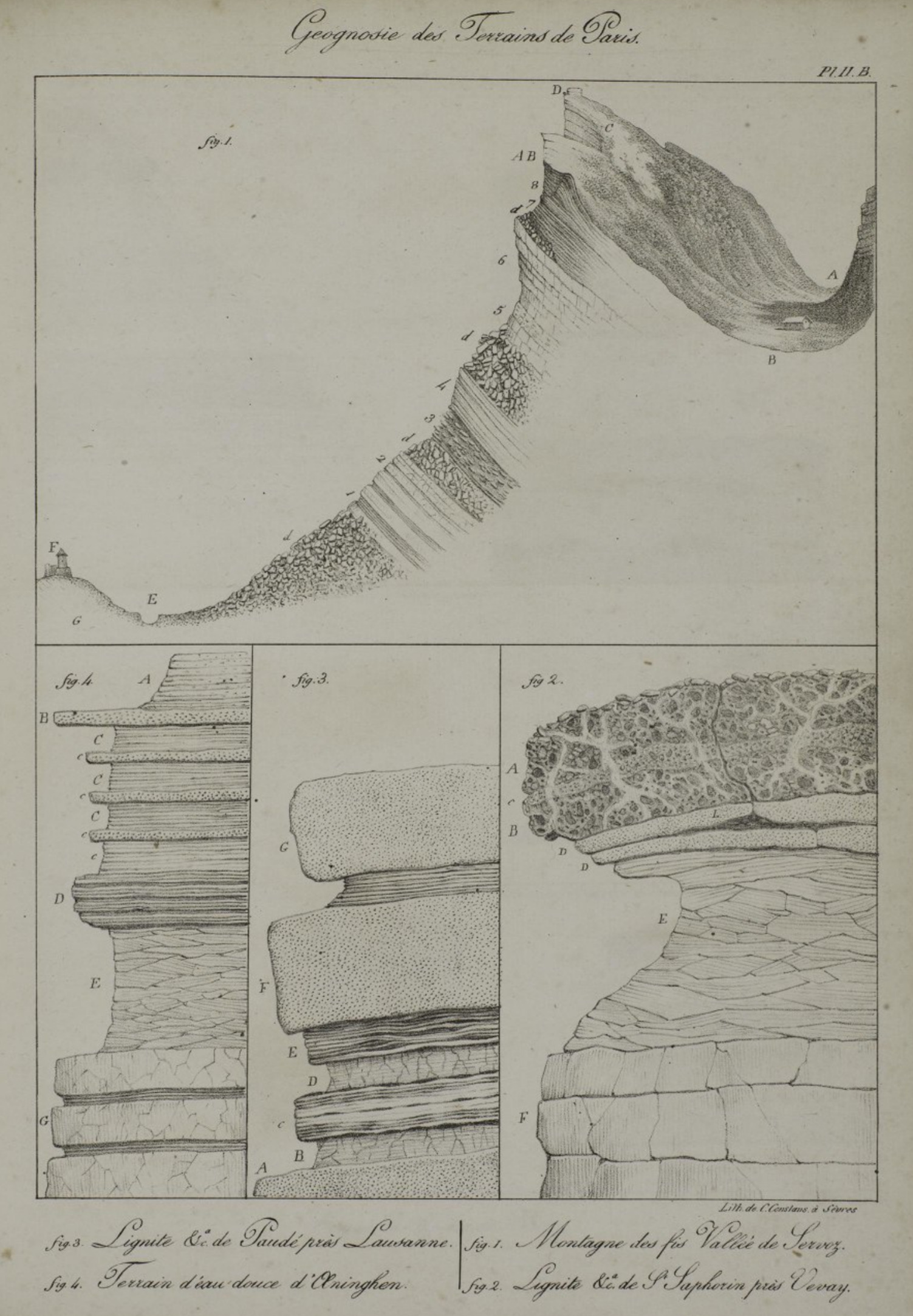
Planche II.B : Lausanne, Oeninghen[n 4], Servoz, Vevay
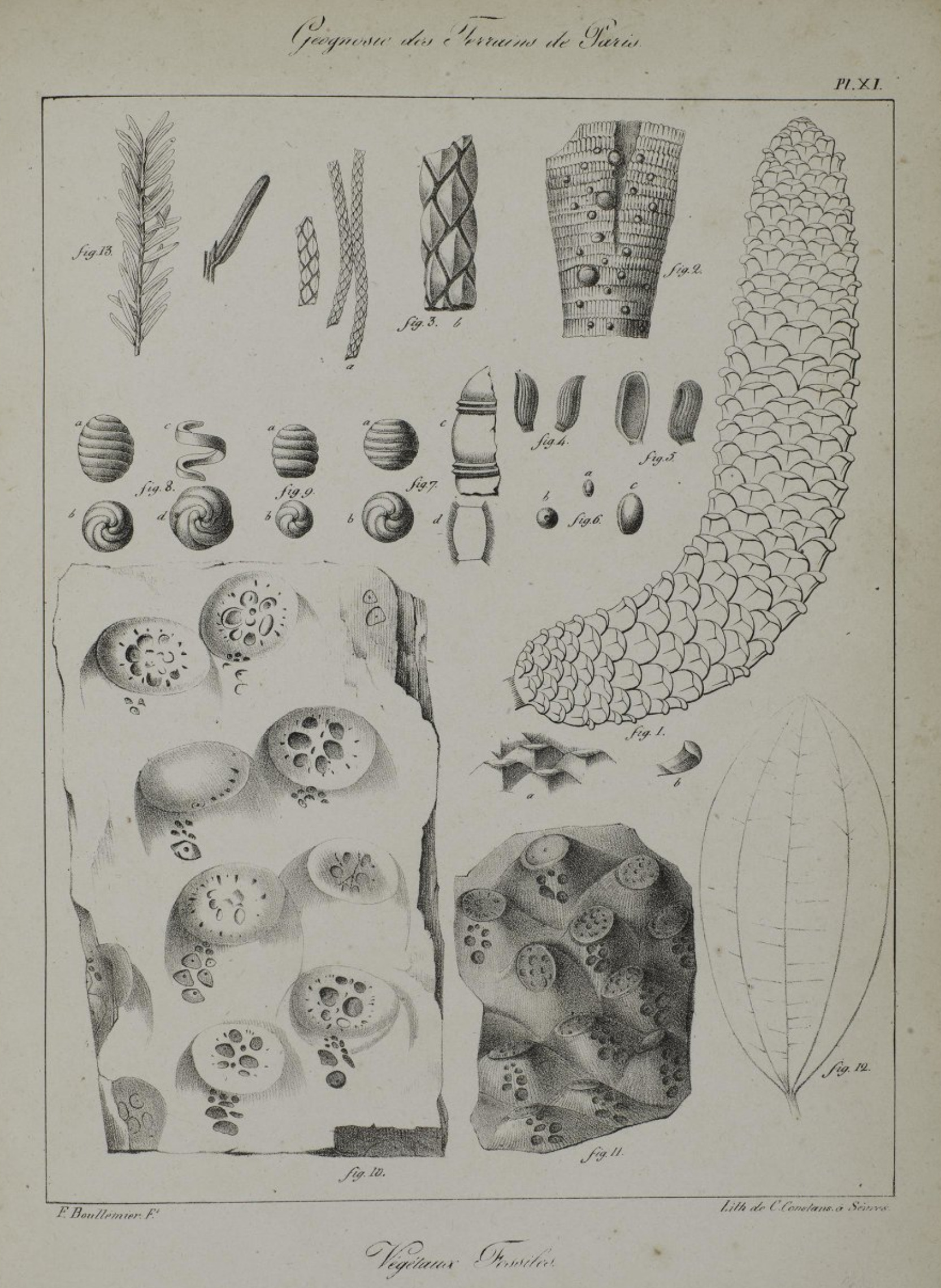
Planche XI : Végétaux fossiles

Il décrit de nouvelles espèces minérales, dont la bustamite, dufrénite, glaubérite, nacrite. Le nom d'Alexandre Brongniart est également resté associé au terme d'ophiolite (du grec ophis, serpent), qu'il emploie en 1813 pour désigner une roche « à base de serpentine » dont l'aspect évoque celui d'une peau de serpent, et d'ophicalce. Aujourd'hui, ce terme d'ophiolite ne désigne plus seulement la roche elle-même mais un complexe de roches caractéristique d'une lithosphère océanique charriée sur le continent, et composé en partie de serpentines.
Il donne également le nom de variolite à une roche ou galet qui présente dans sa structure de petites pustules blanches qui rappellent la variole.
Voir aussi plus bas la section « Espèces minéralogiques décrites ».
Le lien avec la paléontologie
Il est le premier à démontrer que les fossiles définissent l'ordre de superposition des couches géologiques et leur âge relatif,.
En 1822 il publie l'Histoire naturelle des crustacés fossiles… Les Trilobites, suivie (dans le même volume) de Les Crustacés Proprement Dits par Anselme Gaëtan Desmarest. Ce travail pose les premiers fondements de la classification des trilobites. Il y établit dix genres, représentés par vingt-deux espèces. Parmi celles-ci, dix sont nouvelles et neuf ont été nommées en 1821 (l'année précédente) par Wahlenberg en Suède. Les trois autres sont plus anciennement connues.

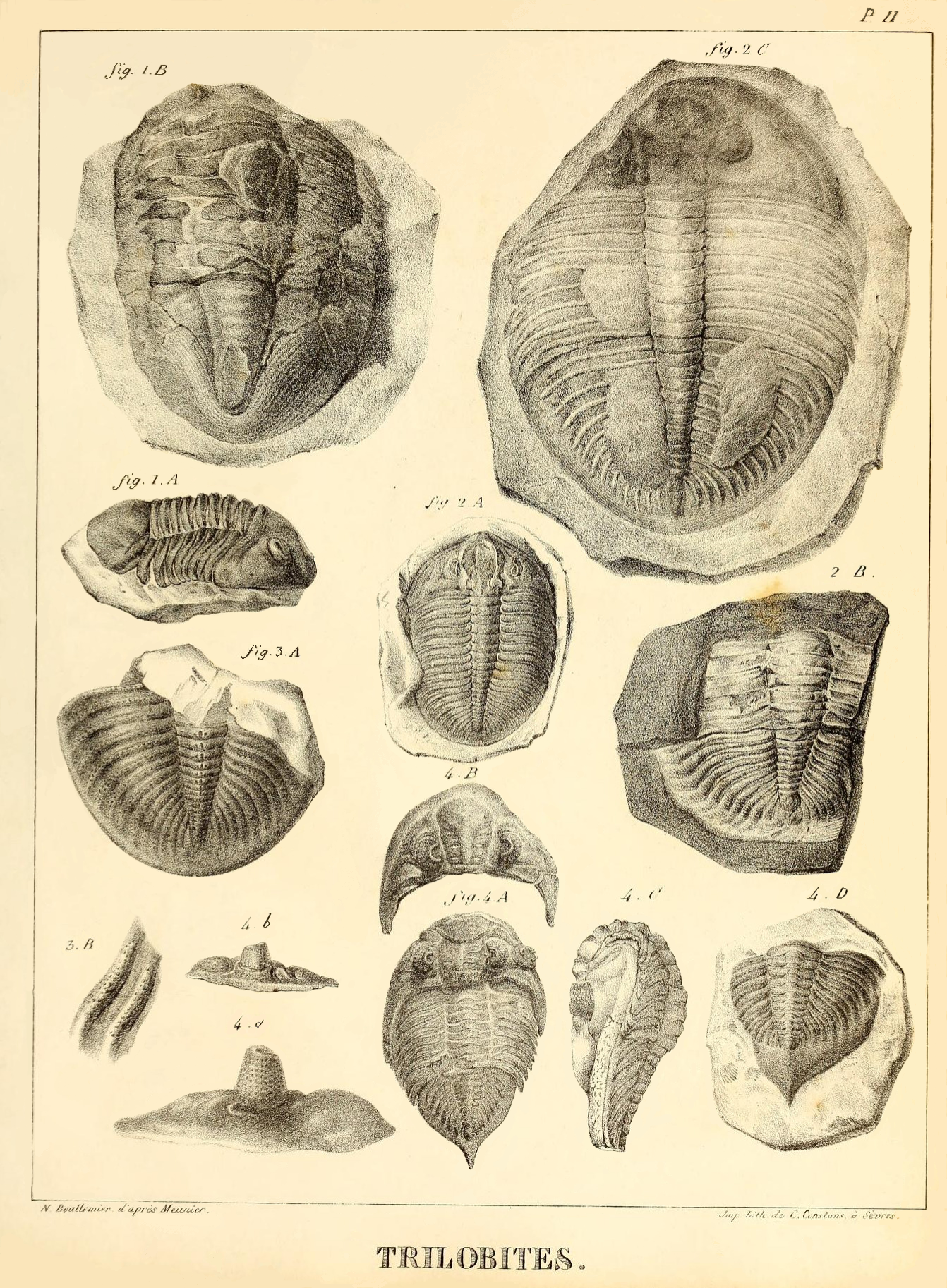
Histoire naturelle des crustacés fossiles… : trilobites (1822), pl. II
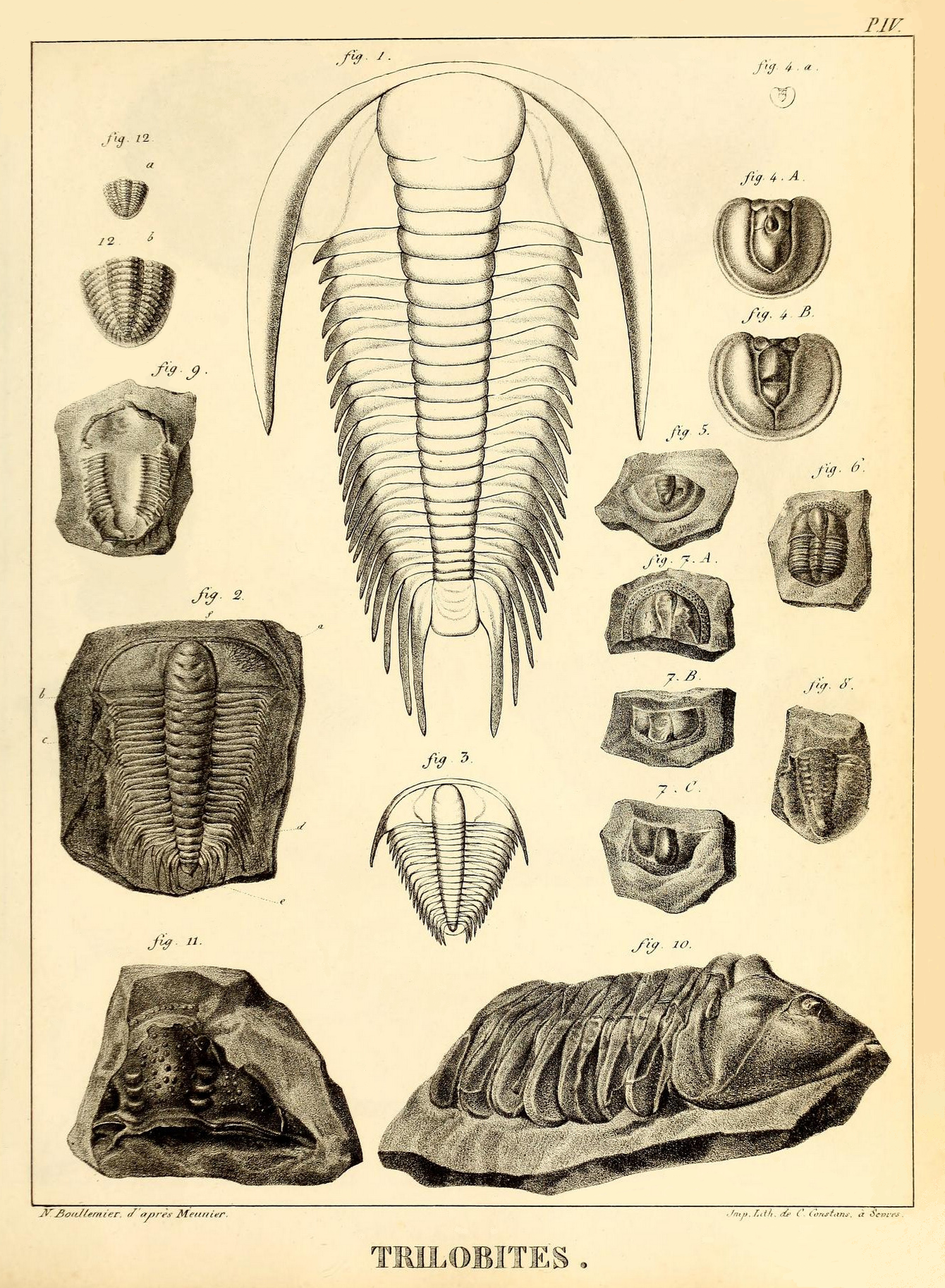
Histoire naturelle des crustacés fossiles… : trilobites (1822), pl. IV
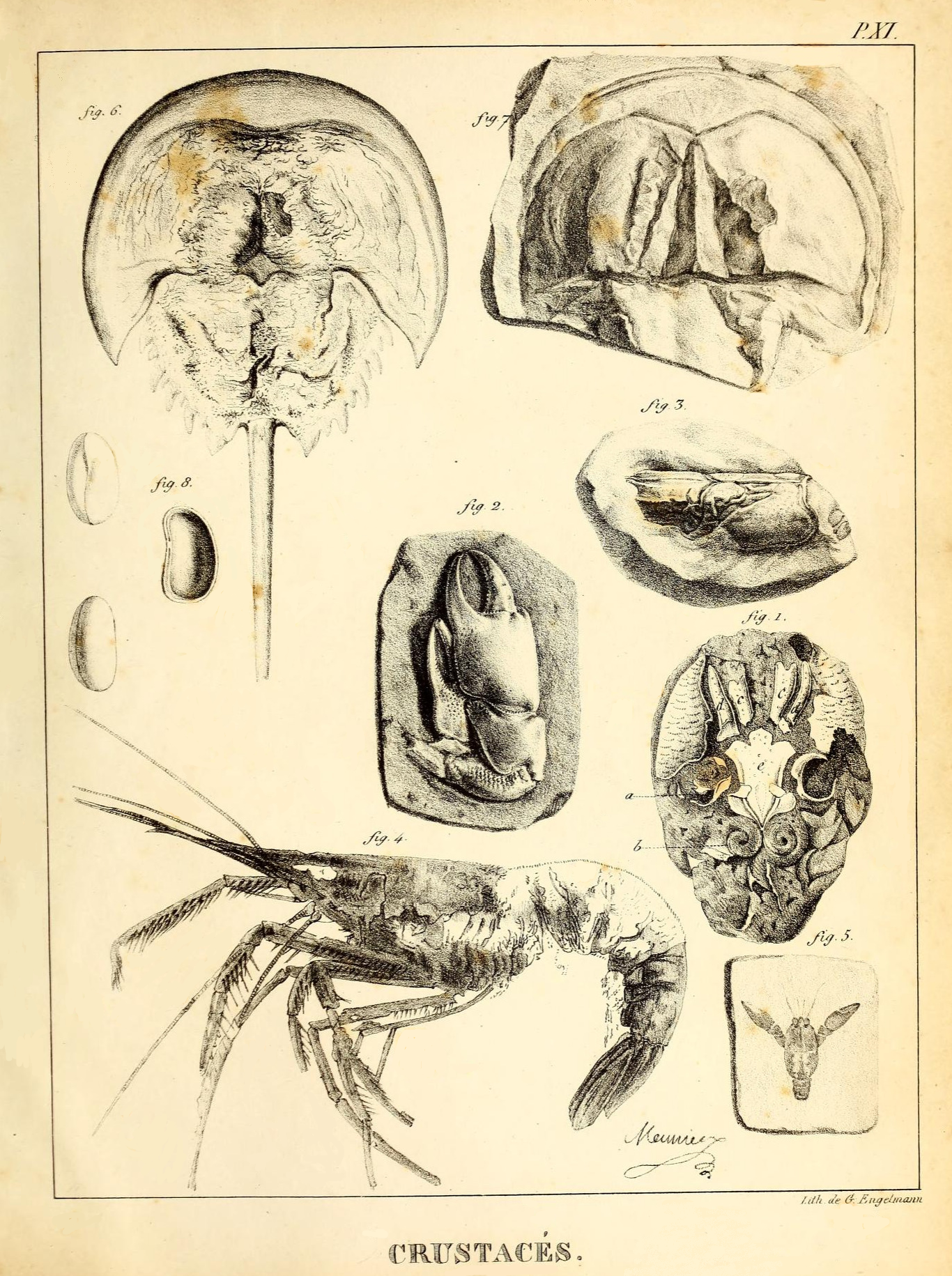
Histoire naturelle des crustacés fossiles… : crustacés (1822), pl. XI
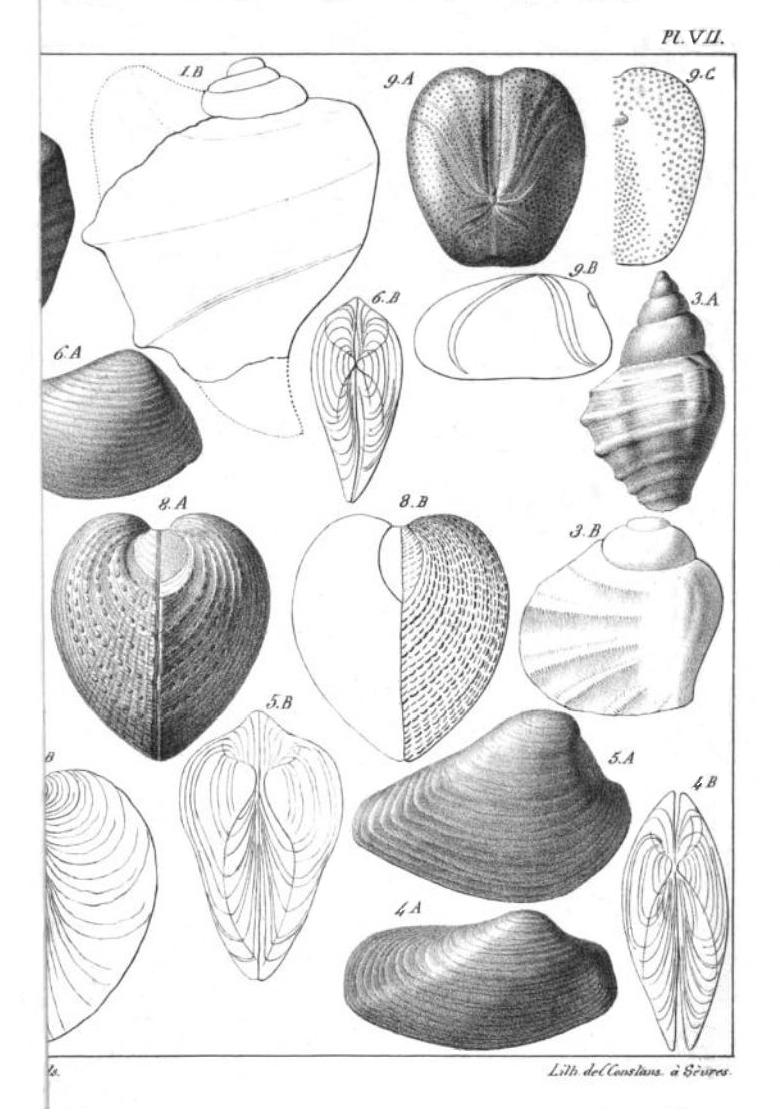
Sur les caractères zoologiques des formations, avec l'application de ces caractères à la détermination de quelques terrains de craie (1821), pl. VII

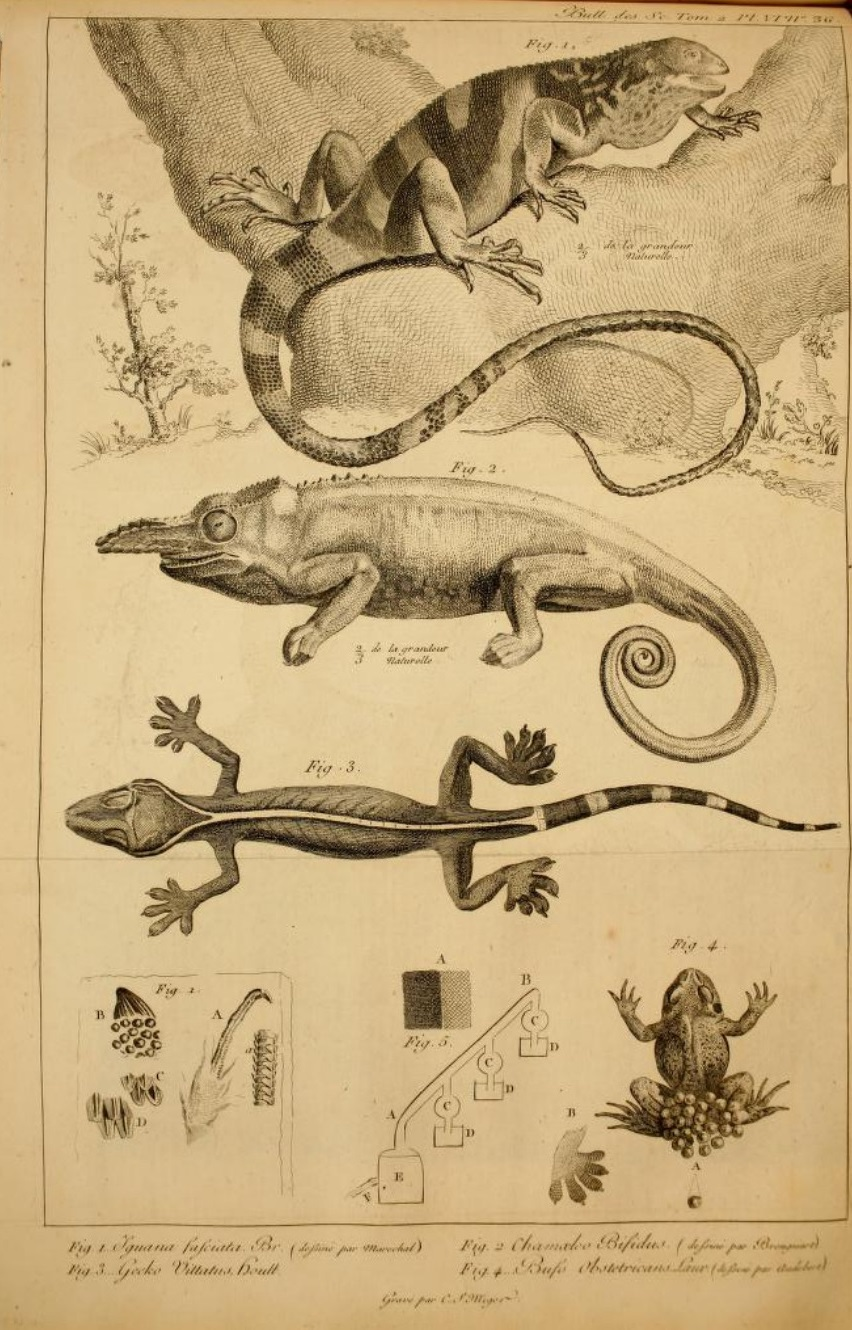
Essai d'une classification naturelle des reptiles (1800)

### Zoologie
Avec son Essai d'une classification naturelle des reptiles (1800), il crée le mot « saurien » et il introduit une nouvelle classification des reptiles, avec quatre ordres : chéloniens ou tortues, sauriens ou lézards, ophidiens ou serpents, et batraciens (devenus les amphibiens. Tous ces noms sont encore en usage et ils sont très vite adoptés ; par exemple, lorsque Millet écrit ses deux tomes de la Faune de Maine et Loire en 1828, la classification qu'il choisit pour les reptiles est celle des ouvrages de Brongniart et Cuvier.

### Encouragement des sciences et industrie
Il fut membre de la société d'encouragement pour l'industrie nationale. Il est élu membre de l'Académie des sciences en 1815. En 1819 il fait partie du jury de l'exposition des produits de l'industrie française.

## Espèces minéralogiques décrites
- Nacrite, 1807[39]
- Cornéenne, 1827
- Dufrénite, 1833 (voir « dufrénite » sur wiktionnaire)

## Académies et sociétés savantes
- Royal Society[59]
- Société linnéenne de Normandie[60]
- Académie royale des sciences de Prusse[réf. nécessaire]
- Royal Society of Edinburgh[réf. nécessaire]
- Académie nationale de médecine[réf. nécessaire]
- Académie des sciences : élu correspondant de la 1re Classe de l'Institut national le 23 mars 1807 (section de minéralogie), puis membre le 20 novembre 1815[2]
- American Philosophical Society (élu en 1819)[61]
- Académie Léopoldine (élu en 1824)[62]
- Société philomathique de Paris[16]
- Société géologique de France[30],[31]

## Distinctions et honneurs
- Commandeur de la Légion d'honneur (29 avril 1845)[63]

Jean-Antoine Houdon a réalisé de lui, alors âgé de 7 ans, un buste en terre cuite.
Plusieurs rues portent son nom : à Limoges (Haute-Vienne) et La Rochelle (Charente-Maritime). 

À Sèvres (Hauts-de-Seine), une voie interne (privée) dans la manufacture porte son nom,.

## Œuvres et publications
- [1791] « Notes extraites d'un voyage en Angleterre », Bulletin de la société philomatique, t. 1,‎ août 1791, p. 3'-4' (lire en ligne [sur archive.org], consulté en avril 2022).
- [1791] « Extrait d'un Mémoire manuscrit de M. Hauy, intitulé : Observations sur différentes variétés du sulfate Baritique (Spath pesant) », Bulletin de la société philomatique, t. 1,‎ 1791, p. 4'-5' (lire en ligne [sur archive.org], consulté en avril 2022).
- [Lefebvre & Brongniart 1797] Sylvestre Lefebvre et Alexandre Brongniart (commissaires de la Conférence des Mines), Considérations sur les avantages que le gouvernement pourrait assurer tant au commerce qu'aux diverses parties du service public par l'exploitation de quelques mines dont la République se trouve en possession, Paris, impr. de la République, 22 novembre 1797, 12 p., sur gallica (lire en ligne).
- avant 1800 : Mémoire sur l'art de l'émailleur
- [1800] « Essai d'une classification naturelle des reptiles », Bulletin de la Société Philomathique de Paris, vol. 7, série 2, no 36,‎ 1800, p. 89-91 (lire en ligne [sur zoobank.org]).
- [1807] Traité élémentaire de minéralogie, avec des applications aux arts : ouvrage destiné à l'enseignement dans les lycées nationaux (2 tomes : t. 1, 564 p. ; t. 2, 443 p.), Paris, impr. Crapelet, libr. Deterville, 1807, sur books.google.fr.
- [Cuvier & Brongniart 1811] George Cuvier et Alexandre Brongniart, Essai sur la géographie minéralogique des environs de Paris, avec une carte géognostique et des coupes de terrain (réédité en 1822 : nouvelle édition dans laquelle on a ajouté la description d'un grand nombre de lieux de l'Allemagne, de la Suisse, de l'Italie, etc, qui présentent des terrains analogues à ceux du bassin de Paris, par Alexandre Brongniart), Paris, impr. Baudoin, 1811, sur books.google.fr (lire en ligne).
- [Cuvier & Brongniart 1812] George Cuvier et Alexandre Brongniart, Description géologique des environs de Paris, Paris / Amsterdam, libr. Dufour et E. d'Ocagne, 1812 (réimpr. 1822, 2e édition), 1re éd., 428 p., sur biodiversitylibrary.org (lire en ligne).
  - [Atlas Cuvier & Brongniart 1835] George Cuvier et Alexandre Brongniart, Description géologique des environs de Paris, Paris, libr. Edmond d'Ocagne, 1835, sur gallica (lire en ligne).
- [1813] « Essai de classification minéralogique des roches mélangées », Journal des Mines, vol. 34, no 199,‎ juillet 1813, p. 5-48 (présentation en ligne, lire en ligne [sur books.google.fr]).
- [1821] « Sur les caractères zoologiques des formations, avec l'application de ces caractères à la détermination de quelques terrains de craie », Annales des Mines, t. 6,‎ 1821, p. 543-578 + 2 pl. (lire en ligne [sur books.google.fr]).
- [1822] Histoire naturelle des crustacés fossiles, sous les rapports zoologiques et géologiques. Savoir : Les Trilobites (suivi de Les Crustacés Proprement Dits par Anselme-Gaëtan Desmarest), Paris / Strasbourg, libr. F.-G. Levrault, 1822, sur biodiversitylibrary.org (lire en ligne).
- [1828] « Notice sur des blocs de roches des terrains de transport en Suède » (lu le 12 avril 1828 à la Société philomatique), Bulletin universel des sciences et de l'industrie, t. 18, 2e section,‎ 1827 (lire en ligne [PDF] sur paleoarchive.com).
- [Lefebvre & Brongniart 1797/98] Silvestre Lefebvre et Alexandre Brongniart, « Considérations sur les avantages que le Gouvernement français pourrait assurer au commerce et aux diverses parties du service public, par l'exploitation de quelques mines dont la République est en possession tant dans les pays conquis et réunis, que dans son ancien territoire », Journal des Mines, vol. 2, no 6,‎ prairial de l'an v (1797/98), p. 723-734 (présentation en ligne, lire en ligne [PDF] sur annales.org, consulté en avril 2022).
- [1829] Tableau des terrains qui composent l'écorce du globe ou Essai sur la structure de la partie connue de la terre, Paris, F. G. Levrault, 1829, 435 p., sur gallica (lire en ligne).
- [1844] Traité des arts céramiques ou Des poteries considérées dans leur histoire, leur pratique et leur théorie (2 tomes et atlas : t. 1, XXVIII-592 p. ; t. 2, 706 p. ; Atlas, 60 pl. + 80 p.), Paris, Béchet jeune, A. Mathias, novembre 1844 (réimpr. 1877), sur gallica (BNF 36023945).
- [Brongniart & Riocreux 1845] Alexandre Brongniart et Denis Désiré Riocreux, Description méthodique du musée céramique de la Manufacture royale de porcelaine de Sèvres, Paris, A. Leleux, 1845, 60 pl. + 456 (BNF 31219226, lire en ligne sur Gallica).